# Traeos
Traeos ist eine Post-Hardcore-Band aus Saarbrücken.

## Geschichte
Traeos wurde im Herbst 2007 in der saarländischen Hauptstadt Saarbrücken gegründet und veröffentlichten bereits am 1. Januar 2008 die erste EP unter dem Titel The Aion Drive. Diese EP wurde in der Juni-Ausgabe des Metal-Hammer-Magazins und der Mai-Ausgabe des Heavy-Magazins jeweils zum „Demo des Monats“ gewählt. Auch erhielt die EP eine Kritik im Ox-Fanzine.
Das Debütalbum Mnemosyne, welches am 28. August 2010 über Ampire Records veröffentlicht wurde, erhielt ebenfalls eine Kritik im Ox-Fanzine. Es ist ein Konzeptalbum und handelt von Mnemosyne, welche mit Zeus die 9 Musen gezeugt haben soll. Mnemosyne wird unter anderem bei EMP und Amazon verkauft. Am 1. Oktober 2011 folgte mit The Holy eine weitere EP, welche von der Gruppe zum kostenlosen Download angeboten wird. Die dritte EP soll Apollon heißen und am 4. April 2012 in Eigenregie veröffentlicht werden.
Die Gruppe nahm am „Ringrocker Bandcontest“ teil. Der Sieger dieses Wettbewerbs erhält einen Slot als Newcomer bei Rock am Ring. Die Gruppe scheiterte jedoch in der zweiten Runde des Votings und belegte Platz 28. In einem Interview im Deafground Magazin sagten die Musiker aus, dass sie ihre Chance bei einem derartigen Festival zu spielen „realistisch betrachten“, kritisierten allerdings auch die „Fairness und Ehrlichkeit“ bei den Abläufen der Votings. Im selben Interview gab die Gruppe bekannt bereits an einem neuen Album zu arbeiten, welches voraussichtlich für den Herbst 2013 angelegt ist. Am 26. Juni 2012 spielte Traeos als Vorband für August Burns Red in Saarbrücken. Adept, welche August Burns Red eigentlich supporten sollten, sagten einen Auftritt in der Garage Saarbrücken ab.
Die Gruppe spielte bereits mit Gruppen wie Haribo Macht Kinder Froh (September 2011), The Satellite Year (August 2011), Boysetsfire, Caliban, Long Distance Calling, The Parachutes, Filter (Rites of Summer Fest 2011), His Statue Falls, Shake the Pagoda Tree (Mai 2011), Hopes Die Last (Juli 2008), Madball, Born from Pain (Antattack Festival 2011), August Burns Red, Norma Jean und Every Time I Die.

## Stil

### Musik
Häufig wird die Musik der Gruppe mit Underoath verglichen. Die Gruppe erwähnt in einem Interview mit dem Ox-Fanzine, dass Alben wie Lost In The Sound Of Separation oder Changing Of Times eine große Rolle für die Band gespielt habe und als eine „Inspirationsquelle“ bezeichnet werden. Die Gruppe betont aber, dass der Musikstil mit anderen Genres gemischt wird.

### Texte
Inhaltlich greift die Gruppe die Griechische Mythologie auf. So ist auf dem Debütalbum, das nach Mnemosyne benannt wurde, von den neun Musen die Rede, die von Mnemosyne und Zeus gezeugt wurden. Das Debütalbum ist ein Konzeptalbum. Neun Songs handeln von den Musen und der zehnte Song handelt von Mnemosyne selbst. Mithilfe der Attributen der antiken Figuren versucht die Gruppe, die Probleme der heutigen Zeit darzustellen. Auch der Titel der Debüt-EP The Aion Drive leitete die Gruppe aus dem Griechischen ab. „Aion“ steht demnach für „Aeon“, was Unendlichkeit bedeutet.
Auch der Name der neuen EP kommt aus der Griechischen Mythologie. Diese soll Apollon heißen. Die Musiker beschäftigen sich seit längerem mit der griechischen Mythologie. Der Bandname „TRÆOS“, welche die griechische Buchstabenfolge „ÆO“ enthält, ist bewusst gewählt. Der Bandname hat keinen tieferen Sinn, sondern hat laut Band einen plakativen Sinn.

## Diskografie

### EPs
- 2008: The Aion Drive
- 2011: The Holy
- 2012: Apollon

### Alben
- 2010: Mnemosyne (Ampire Records)

## Videos
- 2010: Erato (Sheer Lunacy)
- 2012: Try to Break Light into Pieces